# Epic Meal Time
Epic Meal Time ist eine kanadische YouTube-Kochsendung für extrem kalorienhaltiges Essen, das meistens aus Fleisch besteht und Alkohol enthält. Sie erschien im Oktober 2010 und wird von Harley Morenstein und einer Gruppe seiner Freunde moderiert.

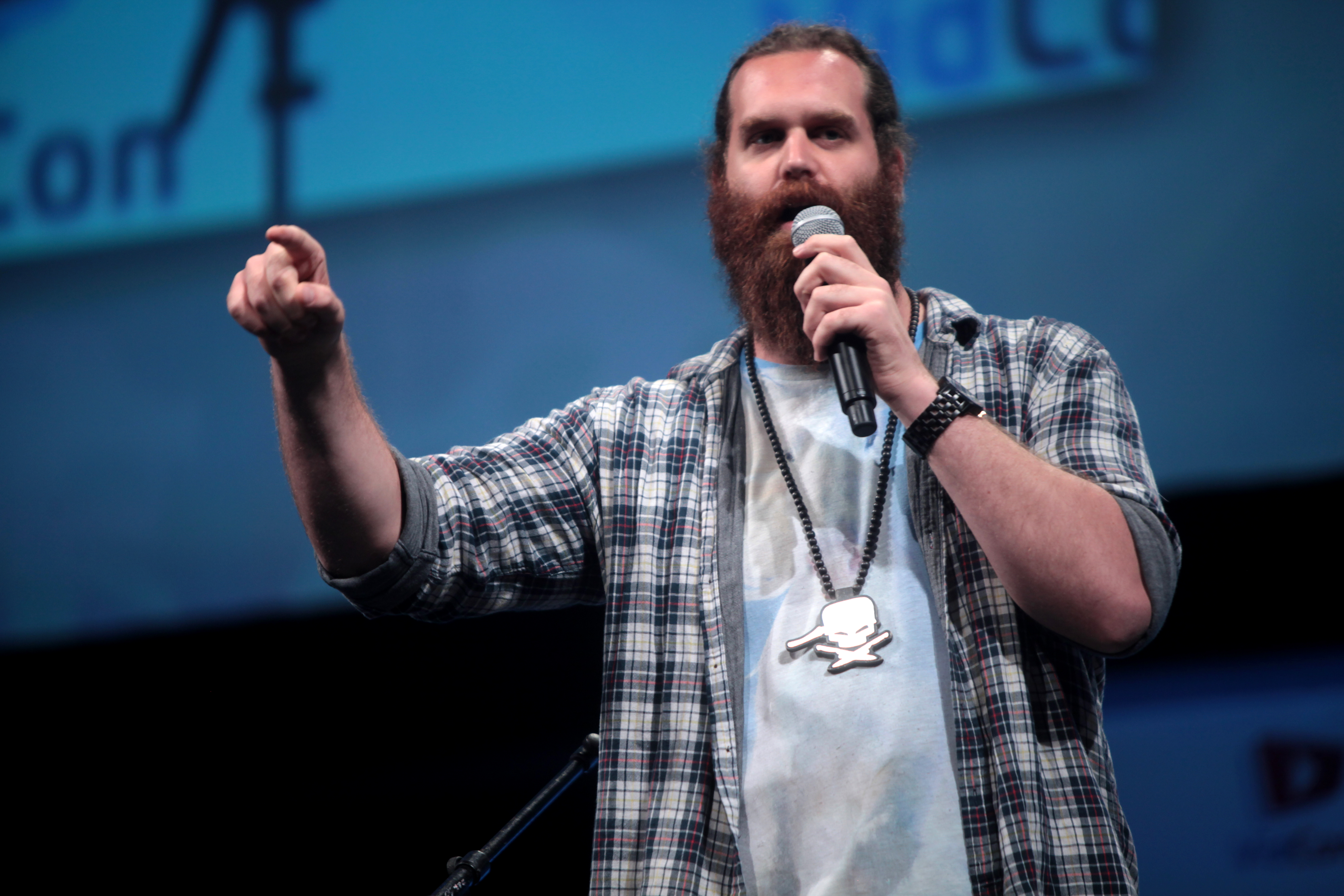
Harley Morenstein (2014)

## Darsteller
Der Gastgeber, Sprecher und Co-Creator ist Harley Morenstein (* 1985), ein ehemaliger Hilfs-Highschoollehrer aus Montreal. Er hat die Show mit Sterling Toth erschaffen, der als Kameramann fungiert. Die ehemaligen Studenten der Concordia University David Heuff, Tyler Lemco, Josh Elkin, und Ameer Atari tauchen auch immer wieder in der Show auf. Evan Rimer ist der Produktionspartner. Oft trat Alex Perrault auf, ein Fitnesstrainer, dessen Charakter „Muscles Glasses“ in den meisten Folgen eine Pilotenbrille trug.
2013 verließen Perrault und Lemco die Sendung.

## Geschichte
Die Idee zu Epic Meal Time entstand, als ein Freund Morensteins diesen beim Essen eines Wendy’s-Hamburgers filmte. Der Hamburger enthielt sechs Hackfleischscheiben und achtzehn Speckstreifen, im Hintergrund lief der Titelsong von Terminator. Die Gruppe stellte das Filmmaterial auf YouTube, wo es Tausende anschauten. Man beschloss die erste Episode von Epic Meal Time zu drehen, genannt The Worst Pizza Ever! (zu Deutsch: Die schlimmste Pizza aller Zeiten). In der Episode kochten sie eine „Fast Food Pizza“, in der ein Kentucky Fried Chicken Popcorn Chicken, ein Taco, ein McDonald’s Big Mac, Chicken-Nuggets, ein Wendy’s Baconator, Pommes, ein A&W Teen Burger (ein Bacon Cheeseburger), Zwiebelringe und eine Käsepizza enthalten war. Das komplette Mahl hatte 5210 Kilokalorien und 286 Gramm Fett. Das Video wurde am 17. Oktober 2010 auf YouTube hochgeladen.

### Erfolg der Show
Die Show wurde schnell sehr populär und erreichte bald Millionen Zuschauer pro Episode: Bis 2014 wurde der YouTube-Kanal von 6,5 Millionen Usern abonniert. Morenstein konnte seinen Job als Lehrer und Toth seinen Job als Grafikdesigner aufgeben. Im März 2011 gewannen Morenstein und Toth einen Shorty Award in der Kategorie „Essen“.

### Fernsehsendung
Im August 2014 startete auf dem amerikanischen Fernsehsender Fyi die Sendung Epic Meal Empire,  die das Konzept der Onlinesendung mit Komponenten einer Reality-Show mischt. Morenstein, Atari, Heuff und Elkin treten alle in der Sendung auf. Die Online-Show produzieren sie daneben weiterhin wöchentlich.

## Belege
1. ↑  Mike Boone: Men gone wild – with food (Memento vom 22. Mai 2011 auf WebCite). In: Montreal Gazette, 17. Februar 2011, archiviert vom Original am 22. Mai 2011.
2. ↑  Former Members Of Epic Meal Time Cite Poor Treatment And Broken Promises As Reasons For Leaving
3. ↑  Charmaine Kerridge:  Canadian YouTube hit Epic Meal Time headed to TV (Memento vom 10. Juli 2012 im Webarchiv archive.today). In: National Post, 17. Februar 2011.
4. ↑  Fast Food Pizza - Epic Meal Time auf YouTube, 17. Oktober 2010.
5. ↑  Walter J. Lyng:  An epic star is born (Memento vom 2. März 2011 im Internet Archive). In: The Suburban, 20. April 2011.
6. ↑  Shorty Awards Homepage